# 62. dodjela Primetime Emmy nagrada
62. dodjela godišnjih primetime Emmy nagrada održala se 28. kolovoza 2010. Američka televizijska kuća NBC emitirala je dodjelu koja se održala u prostorijama Nokia Theatrea u Los Angelesu, Kaliforniji. Voditelj priredbe je bio televizijski komičar i voditelj Jimmy Fallon.

## Nominacije i pobjednici
Nominacije za 62. Primetime Emmy nagrade su objavljene uživo 8. srpnja 2010. godine u 5:40 sati u prostorijama kazališta Leonard H. Goldenson u Sjevernom Hollywoodu, Kaliforniji. Glumica Sofia Vergara i glumac i komičar Joel McHale su objavili nominirane.
U kategoriji drame, televizijska serija "Momci s Madisona" je osvojila najviše nominacija, njih 17. U kategoriji komedije najviše je nominacija dobila serija "Glee", njih 19. Miniserija koja je osvojila najviše nominacija je bila HBO-ova "The Pacific" s čak 24-i nominacije.

### Nominacije po TV mrežama
| TV mreža          | Nominacija | Pobjeda |
| ----------------- | ---------- | ------- |
| HBO               | 101        | 25      |
| ABC               | 63         | 18      |
| CBS               | 57         | 10      |
| NBC               | 48         | 8       |
| Fox               | 47         | 11      |
| PBS               | 32         | 7       |
| AMC               | 26         | 6       |
| Showtime          | 23         | 7       |
| Discovery Channel | 14         | 2       |
| Lifetime          | 12         | 0       |
| FX                | 9          | 0       |
| Comedy Central    | 8          | 2       |
| Cartoon Network   | 7          | 4       |
| Bravo             | 6          | 1       |
| History Channel   | 6          | 1       |
| Syfy              | 6          | 0       |
| Disney Channel    | 5          | 1       |
| USA Network       | 4          | 1       |
| DirecTV           | 4          | 0       |
| TNT               | 3          | 1       |
| A&E Network       | 2          | 1       |
| Nickelodeon       | 2          | 1       |
| Animal Planet     | 2          | 0       |
| IFC               | 2          | 0       |
| Sundance Channel  | 2          | 0       |
| MTV               | 1          | 0       |
| Epix              | 1          | 0       |
| NGC               | 1          | 0       |
| TCM               | 1          | 0       |
| Travel Channel    | 1          | 0       |

### Programi
| Najbolja dramska serija | Najbolja humoristična serija |
| --- | --- |
| - Momci s Madisona (AMC) - Breaking Bad (AMC) - Dexter (Showtime) - The Good Wife (CBS) - Izgubljeni (ABC) - Okus krvi (HBO)                                                                               | - Moderna obitelj (ABC) - Televizijska posla (NBC) - Bez oduševljenja, molim (HBO) - Glee (Fox) - Nurse Jackie (Showtime) - U uredu (NBC) |
| Najbolja miniserija | Najbolji televizijski film |
| - The Pacific (HBO) - Povratak u Cranford (PBS) | - Temple Grandin (HBO) - Endgame (PBS) - Georgia O'Keeffe (Lifetime) - Moon Shot (History) - The Special Relationship (HBO) - You Don't Know Jack (HBO) |
| Najbolji zabavni, glazbeni ili humoristični show | Najbolji zabavni, glazbeni ili humoristični specijal |
| - The Daily Show with Jon Stewart (Comedy Central) - The Colbert Report (Comedy Central) - Real Time with Bill Maher (HBO) - Saturday Night Live (NBC) - The Tonight Show with Conan O'Brien (NBC)         | - Kennedy Center Honors (CBS) - Bill Maher: But I'm Not Wrong" (HBO) - Hope for Haiti Now: A Global Benefit for Earthquake Relief (MTV) - Robin Williams: Weapons Of Self Destruction (HBO) - 25-a godišnjica Rock And Roll Hall of Fame koncert (HBO) - Wanda Sykes: I'ma Be Me (HBO) |
| Outstanding Reality-Competition Program | Outstanding Animated Program |
| - Top Chef (Bravo) - The Amazing Race (CBS) - Američki idol (Fox) - Ples sa zvijezdama (ABC) - Project Runway (Lifetime)                                                                                   | - Prep & Landing (ABC) - Alien Earths (National Geographic Channel) - The Ricky Gervais Show - "Knob at Night" (HBO) - Simpsoni - "Once Upon a Time in Springfield" (Fox) - South Park - "200" / "201" (Comedy Central)                                                                |
| Najbolja reality emisija | Najbolja dječja emisija |
| - Jamie Oliver's Food Revolution (ABC) - Antiques Roadshow (PBS) - Dirty Jobs (Discovery Channel) - Kathy Griffin: My Life on the D-List (Bravo) - MythBusters (Discovery Channel) - Undercover Boss (CBS) | - Wizards of Waverly Place: Film (Disney Channel) - Hannah Montana (Disney Channel) - iCarly (Nickelodeon) - Jonas L.A. (Disney Channel) - Wizards of Waverly Place (Disney Channel)                                                                                                   |
| Najbolji reality voditelj | |
| - Jeff Probst Opstanak (CBS) - Tom Bergeron Ples sa zvijezdama (ABC) - Phil Keoghan The Amazing Race (CBS) - Heidi Klum Project Runway (Lifetime) - Ryan Seacrest Američki idol (Fox)                      | |

### Gluma

#### Glavne uloge
| Najbolji glavni glumac u dramskoj seriji | Najbolja glavna glumica u dramskoj seriji |
| --- | --- |
| - Bryan Cranston kao Walter White u Breaking Bad za epizodu "Full Measure" (AMC) - Kyle Chandler kao Eric Taylor u Friday Night Lights za epizodu "East of Dillon" (The 101 Network/NBC) - Matthew Fox kao Jack Shephard u Izgubljeni za epizodu "The End" (ABC) - Michael C. Hall kao Dexter Morgan u Dexter za epizodu "The Getaway" (Showtime) - Jon Hamm kao Don Draper u Momci s Madisona za epizodu "The Gypsy and the Hobo" (AMC) - Hugh Laurie kao Gregory House u House za epizodu "Broken" (Fox)                | - Kyra Sedgwick kao Brenda Leigh Johnson u Završni udarac za epizodu "Maternal Instincts" (TNT) - Connie Britton kao Tami Taylor u Friday Night Lights za epizodu "After the Fall" (The 101 Network/NBC) - Glenn Close kao Patricia "Patty" Hewes u Damages za epizodu "Your Secrets Are Safe" (FX) - Mariska Hargitay kao Olivia Benson u Zakon i red: Odjel za žrtve za epizodu "Perverted" (NBC) - January Jones kao Betty Draper u Momci s Madisona za epizodu "The Gypsy and the Hobo" (AMC) - Julianna Margulies kao Alicia Florrick u The Good Wife za epizodu "Threesome" (CBS) |
| Najbolji glavni glumac u humorističnoj seriji | Najbolja glavna glumica u humorističnoj seriji |
| - Jim Parsons kao Sheldon Cooper u Teorija velikog praska za epizodu "The Pants Alternative" (CBS) - Alec Baldwin kao Jack Donaghy u Televizijska posla za epizodu "Don Geiss, America, and Hope" (NBC) - Steve Carell kao Michael Scott u U uredu za epizodu "The Cover Up" (NBC) - Larry David kao Larry David u Bez oduševljenja, molim za epizodu "Seinfeld" (HBO) - Matthew Morrison kao Will Schuester u Glee za epizodu "Mash Up" (Fox) - Tony Shalhoub kao Adrian Monk u Monk za epizodu "Monk and the End" (USA) | - Edie Falco kao Jackie Peyton u Nurse Jackie za epizodu "Pilot" (Showtime) - Toni Collette kao Tara Gregson u Tarin svijet za epizodu "Tornado" (Showtime) - Tina Fey kao Liz Lemon u Televizijska posla za epizodu "Dealbreakers Talk Show #0001" (NBC) - Julia Louis-Dreyfus kao Christine Campbell u Nove avanture stare Christine za epizodu "I Love What You Do for Me" (CBS) - Lea Michele kao Rachel Berry u Glee za epizodu "Sectionals" (Fox) - Amy Poehler kao Leslie Knope u Parks And Recreation za epizodu "Telethon" (NBC)                                               |
| Najbolji glavni glumac u miniseriji ili TV filmu | Najbolja glavna glumica u miniseriji ili TV filmu |
| - Al Pacino kao Dr. Jack Kevorkian u You Don't Know Jack (HBO) - Jeff Bridges kao Jon Katz u A Dog Year (HBO) - Ian McKellen kao Two u The Prisoner (AMC) - Dennis Quaid kao Bill Clinton u The Special Relationship (HBO) - Michael Sheen kao Tony Blair u The Special Relationship (HBO) | - Claire Danes kao Temple Grandin u Temple Grandin (HBO) - Joan Allen kao Georgia O’Keeffe u Georgia O’Keeffe (Lifetime) - Hope Davis kao Hillary Clinton u The Special Relationship (HBO) - Judi Dench kao Miss Matty u Povratak u Cranford (PBS) - Maggie Smith kao Mary Gilbert u Capturing Mary (HBO) |

#### Sporedne i gostujuće uloge
| Najbolji sporedni glumac u dramskoj seriji | Najbolja sporedna glumica u dramskoj seriji |
| --- | --- |
| - Aaron Paul kao Jesse Pinkman u Breaking Bad za epizodu "Half Measures" (AMC) - Andre Braugher kao Owen u Men of a Certain Age za epizodu "Powerless" (TNT) - Michael Emerson kao Benjamin Linus u Izgubljeni za epizodu "Dr. Linus" (ABC) - Terry O'Quinn kao John Locke u Izgubljeni za epizodu "The Substitute" (ABC) - Martin Short kao Leonard Winstone u Damages za epizodu "You Haven't Replaced Me Yet" (FX) - John Slattery kao Roger Sterling u Momci s Madisona za epizodu "The Gypsy and the Hobo" (AMC)                              | - Archie Panjabi kao Kalinda Sharma u The Good Wife za epizodu "Hi" (CBS) - Christine Baranski kao Diane Lockhart u The Good Wife za epizodu "Bang" (CBS) - Rose Byrne kao Ellen Parsons u Damages za epizodu "Your Secrets Are Safe" (FX) - Sharon Gless kao Madeline Westen u Burn Notice za epizodu "Devil You Know" (USA) - Christina Hendricks kao Joan Holloway u Momci s Madisona za epizodu "Guy Walks Into An Advertising Agency" (AMC) - Elisabeth Moss kao Peggy Olson u Momci s Madisona za epizodu "Love Among the Ruins" (AMC)                        |
| Najbolji sporedni glumac u humorističnoj seriji | Najbolja sporedna glumica u humorističnoj seriji |
| - Eric Stonestreet kao Cameron Tucker u Moderna obitelj za epizodu "Fizbo" (ABC) - Ty Burrell kao Phil Dunphy u Moderna obitelj za epizodu "Game Changer" (ABC) - Chris Colfer kao Kurt Hummel u Glee za epizodu "Laryngitis" (Fox) - Jon Cryer kao Alan Harper u Dva i pol muškarca za epizodu "Captain Terry's Spray-On Hair" (CBS) - Jesse Tyler Ferguson kao Mitchell Pritchett u Moderna obitelj za epizodu "Family Portrait" (ABC) - Neil Patrick Harris kao Barney Stinson u Kako sam upoznao vašu majku za epizodu "Girls vs. Suits" (CBS) | - Jane Lynch kao Sue Sylvester u Glee za epizodu "The Power of Madonna" (Fox) - Julie Bowen kao Claire Dunphy u Moderna obitelj za epizodu "My Funky Valentine" (ABC) - Jane Krakowski kao Jenna Maroney u Televizijska posla za epizodu "Black Light Attack" (NBC) - Holland Taylor kao Evelyn Harper u Dva i pol muškarca za epizodu "Give Me Your Thumb" (CBS) - Sofía Vergara kao Gloria Delgado-Pritchett u Moderna obitelj za epizodu "Not In My House" (ABC) - Kristen Wiig kao različiti likovi u Saturday Night Live za epizodu "Host: James Franco" (NBC) |
| Najbolji sporedni glumac u miniseriji ili TV filmu | Najbolja sporedna glumica u miniseriji ili TV filmu |
| - David Strathairn kao Dr. Carlock u Temple Grandin (HBO) - Michael Gambon kao Mr. Woodhouse u Emma (PBS) - John Goodman kao Neal Nicol u You Don't Know Jack (HBO) - Jonathan Pryce kao Mr. Buxton u Povratak u Cranford (PBS) - Patrick Stewart kao Duh/Claudius u Hamlet (PBS) | - Julia Ormond kao Eustacia Grandin u Temple Grandin (HBO) - Kathy Bates kao Kraljica srca u Alice (Syfy) - Catherine O'Hara kao Ann u Temple Grandin (HBO) - Susan Sarandon kao Janet Good u You Don't Know Jack (HBO) - Brenda Vaccaro kao Margo Janus u You Don't Know Jack (HBO) |
| Najbolji gost-glumac u dramskoj seriji | Najbolja gošća-glumica u dramskoj seriji |
| - John Lithgow kao Arthur Mitchell za "Road Kill" u Dexter (Showtime) - Dylan Baker kao Colin Sweeney za "Bad" u The Good Wife (CBS) - Beau Bridges kao George Andrews za "Make Over" u Završni udarac (TNT) - Alan Cumming kao Eli Gold za "Fleas" u The Good Wife (CBS) - Ted Danson kao Arthur Frobisher za "The Next One's Gonna Go In Your Throat" u Damages (FX) - Gregory Itzin kao Charles Logan za "1.00pm-2.00pm" u 24 (Fox) - Robert Morse kao Bertram Cooper za "Shut The Door. Have A Seat" u Momci s Madisona (AMC)                  | - Ann-Margret kao Rita Wills za "Bedtime" u Zakon i red: Odjel za žrtve (NBC) - Shirley Jones kao Lola Zellman za "Does Everybody Have A Drink?" u The Cleaner (A&E) - Elizabeth Mitchell kao Juliet Burke za "The End" u Izgubljeni (ABC) - Mary Kay Place kao Adaleen Grant za "The Might And The Strong" u Big Love (HBO) - Sissy Spacek kao Marilyn Densham za "End Of Days" u Big Love (HBO) - Lily Tomlin kao Marilyn Tobin za "Your Secrets Are Safe" u Damages (FX)                                                                                         |
| Najbolji gost-glumac u humorističnoj seriji | Najbolja gošća-glumica u humorističnoj seriji |
| - Neil Patrick Harris kao Bryan Ryan za "Dream On" u Glee (Fox) - Will Arnett kao Devon_Banks za "Into the Crevasse" u Televizijska posla (NBC) - Jon Hamm kao Drew_Baird za "Emanuelle Goes to Dinosaur Land" u Televizijska posla (NBC) - Mike O'Malley kao Burt_Hummel za "Wheels" u Glee (Fox) - Eli Wallach kao Bernard Zimberg za "Chicken Soup" u Nurse Jackie (Showtime) - Fred Willard kao Frank Dunphy za "Travels with Scout" u Moderna obitelj (ABC)                                                                                   | - Betty White kao voditeljica za Saturday Night Live (NBC) - Christine Baranski kao Beverly Hofstadter za "The Maternal Congruence" u Teorija velikog praska (CBS) - Kristin Chenoweth kao April Rhodes za "The Rhodes Not Taken" u Glee (Fox) - Tina Fey kao voditeljica za Saturday Night Live (NBC) - Kathryn Joosten kao Karen McCluskey za "The Chase" u Kućanice (ABC) - Jane Lynch kao Dr. Linda Freeman u Dva i pol muškarca (CBS) - Elaine Stritch kao Colleen Donaghy za "The Moms" u Televizijska posla (NBC)                                            |

## Prezenteri
- Ann-Margret
- Will Arnett
- Stephen Colbert
- Claire Danes
- Ted Danson
- Emily Deschanel
- Edie Falco
- Tina Fey
- Nathan Fillion
- Laurence Fishburne
- Ricky Gervais
- Lauren Graham
- Jon Hamm
- Mariska Hargitay
- Neil Patrick Harris
- Christina Hendricks
- January Jones
- John Krasinski
- Boris Kodjoe
- John Lithgow
- LL Cool J
- Eva Longoria Parker
- Jane Lynch
- Julianna Margulies
- Gugu Mbatha-Raw
- Joel McHale
- Christopher Meloni
- Seth Meyers
- Matthew Morrison
- Stephen Moyer
- Anna Paquin
- Jim Parsons
- Matthew Perry
- Keri Russell
- Andy Samberg
- Tom Selleck
- Alexander Skarsgård
- Maura Tierney
- Blair Underwood
- Sofia Vergara
- Betty White

## Vanjske poveznice
- Službena stranica Akademije televizijske umjetnosti i znanosti  Arhivirana inačica izvorne stranice od 4. siječnja 2014. (Wayback Machine)
- Lista nominacija